# الدوري العماني 2021–22
الدوري العماني 2021–22 (بالإنجليزية: 2021–22 OmanTel League) هو الموسم السادس الأربعين من الدوري العماني، مسابقة كرة القدم الأولى في سلطنة عمان. بدأ في 16 أكتوبر 2021 وانتهى في 14 مايو 2022.
في 14 أكتوبر 2021، أعلن الاتحاد العماني لكرة القدم أن بإمكان الجماهير العودة إلى الملعب ولكن بنسبة 50% من الطاقة الاستيعابية وذلك للمرة الأولى منذ بداية جائحة فيروس كورونا.
كان السيب هو حامل اللقب، بعد أن فاز بلقبه الأول في موسم 2019/20. حيث أنه تم إلغاء دوري موسم 2020/21 بعد مرور 10 جولات فقط حيث كان يتصدر ظفار قبل أن يتم إلغاءه بسبب جائحة فيروس كورونا، انضم صور والعروبة والبشائر كأندية صاعدة من دوري الدرجة الأولى العماني 2020–21 حيث حلّوا مكان مسقط ونزوى وصحم.
تنافس 14 فريقًا في الدوري وهم أفضل 10 فريق من الموسم السابق، والفرق الثلاثة الصاعدة من دوري الدرجة الأولى العماني. وهي أندية نادي صور ونادي العروبة ونادي البشائر.

## الفرق
| دوري عمانتل 2022/2023 | دوري عمانتل 2022/2023 | دوري عمانتل 2022/2023 | دوري عمانتل 2022/2023 | دوري عمانتل 2022/2023 |
| النادي                | المقر                 | المقر                 | الملعب                | ترتيب الموسم الماضي   |
| النادي                | المحافظة              | الولاية               | الملعب                | ترتيب الموسم الماضي   |
| --------------------- | --------------------- | --------------------- | --------------------- | --------------------- |
| السيب                 | مسقط                  | السيب                 | استاد السيب الرياضي   | الأول                 |
| الرستاق               | الباطنة               | الرستاق               | مجمع الرستاق الرياضي  | السابع                |
| النهضة                | البريمي               | البريمي               | مجمع البريمي الرياضي  | الثاني                |
| ظفار                  | ظفار                  | صلالة                 | استاد السعادة         | الثالث                |
| النصر                 | ظفار                  | صلالة                 | استاد السعادة         | الخامس                |
| العروبة               | الشرقية               | صور                   | مجمع صور الرياضي      | صاعد ^                |
| صور                   | الشرقية               | صور                   | مجمع صور الرياضي      | صاعد ^                |
| السويق                | الباطنة               | السويق                | مجمع الرستاق الرياضي  | التاسع                |
| بهلاء                 | الداخلية              | بهلاء                 | مجمع عبري الرياضي     | الحادي عشر            |
| البشائر               | الداخلية              | ادم، منح              |                       | صاعد ^                |
| نادي عُمان             | مسقط                  | مطرح                  | مجمع الشرطة           | الثامن                |
| الاتحاد               | ظفار                  | صلالة                 | استاد السعادة         | العاشر                |
| صحار                  | الباطنة               | صحار                  | مجمع صحار الرياضي     | السادس                |
| المصنعة               | الباطنة               | المصنعة               | مجمع الرستاق الرياضي  | الرابع                |

## ٌإحصائيات

### هدافي دوري عمانتل
بدأ الموسم الرياضي لدوري عمانتل يوم السبت 16 أكتوبر 2021 وحتى 14 مايو 2022، حسم هداف نادي السيب الأول لكرة القدم الدولي العماني السابق « عبد العزيز المقبالي » سباق هدافي دوري عمانتل 2021-22 كما حضر مهاجم مهاجم المنتخب العماني الحالي « محسن الغساني » ضمن قائمة برصيد 11 هدفًا.
| المركز | اللاعب              | النادي  | الأهداف |
| ------ | ------------------- | ------- | ------- |
| 1      | عبد العزيز المقبالي | السيب   | 13      |
| 2      | محسن الغساني        | السيب   | 11      |
| 3      | كوزموس داودا        | عمان    | 10      |
| 3      | عدي خضر             | النهضة  | 10      |
| 3      | حمود السعدي         | المصنعة | 10      |
| 6      | يزيد المعشني        | ظفار    | 9       |
| 6      | عمر المالكي         | ظفار    | 9       |
| 8      | مروان تعيب          | السيب   | 8       |
| 9      | سعيد الرزيقي        | النصر   | 7       |
| 9      | اهيرو رومارتوف      | صحار    | 7       |

## روابط خارجية
1. الاتحاد العماني لكرة القدم